# Allograpta piurana
Allograpta piurana är en tvåvingeart som beskrevs av Shannon 1927. Allograpta piurana ingår i släktet Allograpta och familjen blomflugor. Inga underarter finns listade i Catalogue of Life.